# Matakana Island
Matakana Island ist eine Insel im Westen der Bay of Plenty auf der Nordinsel von Neuseeland.

## Geografie
Die flache, rund 60 km² große Insel erstreckt sich von der Stadt Tauranga aus mit einer Länge von knapp 25 km in nordwestlicher Richtung. Die Breite der Insel beträgt meist zwischen einem und drei Kilometern. Fast in der Mitte liegend, auf dem besiedelten Teil, verbreitert sie sich auf knapp über sechs Kilometer. Das südöstliche Ende der Insel bildet mit dem auf der gegenüberliegenden Seite liegenden Berg Mauao, der als Überrest eines alten Vulkankegels gilt, die 800 m breite Einfahrt zum Hafen von Tauranga. Gleichzeitig gibt die Meerenge aber auch den Zugang zu dem durch Matakana Island vom Südpazifischen Ozean abgeschlossenen Flachwassergebiet Tauranga Harbour frei. Der nordöstliche Abschluss der Insel stellt der sogenannte Katikati-Eingang in Höhe von Bowentown Heads unweit von Athenree dar. Die Insel ist über Omokoroa mittels einer Fähre und vom Hafen von Tauranga aus mit einem Boot täglich von dem Festland aus zu erreichen.

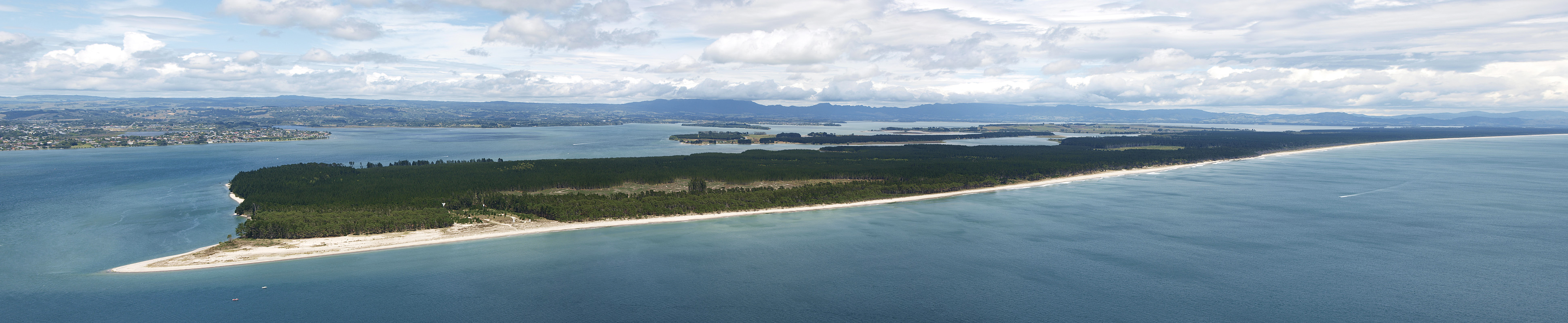
Matakana Island vom Berg Mauao aus gesehen und dahinter liegend der Tauranga Harbour

## Bevölkerung
2012 lebten 244 Einwohner auf der Insel, davon hauptsächlich Angehörige der Maori aus den beiden Hapū (Stammesgruppen) Ngai Tuwhiwhia und Ngāti Tauaiti. Ihr Bevölkerungsanteil liegt bei 94,5 %. Dass zur gleichen Zeit auch 13,3 % europäischstämmige Bürger dort leben liegt daran, dass man in Neuseeland sich auch mehreren Ethnien zuordnen kann. Allerdings sprechen nur noch 61,1 % der Einwohner die Sprache der Maori.

## Landschaft
Die Insel lässt sich grob in zwei Bereiche unterteilen, den landwirtschaftlich genutzten Teil und den bewaldeten Teil. An der breitesten Stelle der Insel zum Tauranga Harbour hin befinden sich etwa 20 km² Farmland, Obstplantagen und Wohnsiedlungen, wogegen sich an der langen Seeseite rund 40 km² bewaldete Küstenlandschaft erstreckt, die unter Schutz gestellt wurde. In dem Wald, der in den 1920er Jahren angepflanzt wurde, ist die nicht in Neuseeland heimische Monterey-Kiefer (Pinus Radiata) die häufigste Baumart.
Das Department of Conservation hatte 1992 ein Programm gestartet, den Maoriregenpfeifer (Charadrius obscurus) (in Englisch: New Zealand Dotterel) auf der Insel heimisch werden zu lassen. Dies mit Erfolg, denn über die Jahre hin wurden bereits über 300 flügge Küken registriert. Der Schutz der Vögel befindet sich in Neuseeland in einem kritischen Status. Katzen, Ratten, Hermeline und Opossums gefährden den Fortbestand der Tiere. Durch ihre relative Abgeschiedenheit bietet die Insel hervorragende Bedingungen dem Maoriregenpfeifer einen sicheren Lebensraum zu gewähren.
Ein weiteres Naturschutzprojekt stellte das Wetland Restoration on Matakana Island Projekt dar. Die Maori beklagten lange, dass die Feuchtgebiete, die ihnen Frischwasser, Nahrung und medizinische Kräuter boten, von den Pākehā, den weißen Siedlern, durch moderne Landwirtschaft, Überdüngung und durch zumüllen zerstört worden sind. Das Ministry of Agriculture and Forestry (MAF) startete demzufolge 2006 ein auf zwei Jahre angelegtes Projekt zur Rekultivierung der Feuchtgebiete auf der Insel.

## Nutzung
Die Insel wird in dem bewohnten Teil landwirtschaftlich genutzt. Die Milchwirtschaft steht dort im Vordergrund, aber auch Obstanbau und der Anbau von Feldfrüchten unter der Maori-Bevölkerung ist zu verzeichnen. Der Wald wird zum Teil forstwirtschaftlich genutzt. In dem auf der Insel befindlichen Sägewerk wird das Holz von den ortsansässigen Maori weiterverarbeitet und für Transport und Handel zum Hafen von Tauranga transportiert. Auf der Insel besteht ein absolutes Verbot von offenem Feuer. Zwischen 1993 und 1999 war das Eigentum um die 40 km2 Forstland als Freehold-Land umstritten. Der Fall Arklow Investments Ltd and Another v. I.D. Maclean and Others ging bis zum neuseeländischen High Court und zum Privy Council in London. Der lange Sandstrand der Insel ist bei Surfern beliebt, die bei günstigem Wetter die Insel von Mount Maunganui aus auf dem Surfboard erreichen oder sich mit dem Wassertaxi hinüber bringen lassen.